# HD 226656
La estrella HD 226656 es una estrella del Catálogo Henry Draper (HD) con una declinación de solo +36' 12.4. Se encuentra en la constelación de Cisne, también llamada Cygnus, su nombre real.